# Stolipinovo
Stolipinovo (Bulgaars: Столипиново) is een getto in het oostelijke deel van de stad Plovdiv, aan de zuidelijke oever van de rivier Maritsa. Het is het grootste stedelijke getto in Bulgarije met meer dan 40.000 inwoners. De meeste inwoners zijn Turkstalige Romani. Stolipinovo verschilt hiermee van andere Roma-buurten in Bulgarije, aangezien de meeste inwoners Xoraxane Roma zijn (islamitische en Turkssprekende Roma, zo'n 35.000 personen), terwijl een minderheid, zo'n 5.000 personen, christelijke en Romanisprekende Roma zijn, ook wel bekend als de Dassikane Roma.
In Plovdiv zijn drie andere (grote) Roma-wijken: Sjeker Machala (±10.000 inwoners), Chadzji Chassan Machala (±8.000 personen) en Arman Machala (±2.000 inwoners) 

## Geschiedenis
Stolipinovo ontstond in 1889 toen de gemeenteraad van Plovdiv besloot om de zigeuners, op dat moment ongeveer 350 mensen, te verhuizen naar een nieuw gecreëerd "zigeunerdorp", 2 kilometer ten oosten van Plovdiv, om zo een mazelenepidemie in te dammen. De eerste bewoners waren families uit de wijk Plovdiv Bay-Majid. Het heette oorspronkelijk het Novoto Selo (vertaald: nieuw dorp), maar werd later vernoemd naar generaal Stolipin, een plaatsvervanger van prins Aleksandr Dondoekov-Korsákov.

## Infrastructuur
Sinds het einde van het socialisme in 1989 is er weinig geïnvesteerd in de infrastructuur van Stolipinovo. In verband met snelle, (veelal illegale) bouwactiviteiten leidde dit tot enorme problemen op het gebied van elektriciteitsvoorziening, watervoorziening, riolering en afvalverwerking.

### Elektriciteitsvoorziening
Stolipinovo werd in het buitenland bekend toen in het voorjaar van 2002 rellen uitbraken in Plovdiv nadat de lokale elektriciteitsmaatschappij de elektriciteit voor het hele getto volledig had afgesloten. Aanleiding hiervoor waren de onbetaalde rekeningen van een groot deel van de bevolking. Het ging om rekeningen van in totaal 10,5 miljoen levs, waarvan 6,5 miljoen betrekking had op de periode 2001-2002. Deze "groepsaansprakelijkheid" is door veel mensenrechtenorganisaties als illegaal veroordeeld. Nadat de situatie in het getto was gekalmeerd, werd onderhandeld over een "compromis" voor de gettobewoners en de elektriciteitsmaatschappij. Het resultaat was dat Stolipinovo in ieder geval 's nachts van elektriciteit voorzien wordt. Op 31 oktober 2006 werd deze praktijk van de elektriciteitsleverancier door de rechtbank van Plovdiv veroordeeld als "discriminerend".

## Hepatitis-uitbraak
In de zomer van 2006 brak in Stolipinovo een uitbraak van hepatitis A uit en volgens het Nationaal Medisch Coördinatiecentrum waren er op 20 september 2006 zo'n 886 patiënten in de stad, waarvan 637 in Stolipinovo en 92 in Seker Mahala. Volgens het ministerie van Volksgezondheid is de slechte hygiëne in Stolipinovo de hoofdoorzaak van de hepatitis A-epidemie. De buurtbewoners zijn niet gewend hun afval in de vuilcontainers te gooien, waardoor het rechtstreeks op straat terechtkomt. 

## Criminaliteit
De handel in heroïne is een belangrijke inkomstenbron in het getto Stolipinovo. Het getto is het grootste distributiedepot in Zuid-Bulgarije. De dagelijkse omzet bedroeg in 2004 zo'n 3 kg heroïne. Ook worden er grote hoeveelheden marihuana, amfetaminen, zeldzame cocaïne en zelfs LSD verhandeld in de straten van de wijk. Ook moord en vrouwenhandel zijn grote problemen in de wijk. Stolipinovo is de meest criminele wijk van alle stadswijken van Plovdiv.